# Numero di Sherwood
Il numero di Sherwood, {\displaystyle \mathrm {Sh} }, è un numero adimensionale che rappresenta il rapporto tra trasferimento di massa convettivo e diffusivo ed è stato chiamato così in onore di Thomas Kilgore Sherwood.
Il suo analogo nel caso dello scambio termico è il numero di Nusselt. Viene anche chiamato numero di Nusselt per il trasporto di massa, {\displaystyle \mathrm {Nu} ^{*}}.

## Definizione matematica
È definito come:
{\displaystyle \mathrm {Sh} ={\frac {k_{c}\cdot d}{D}}}
dove:
- {\displaystyle k_{c}} è il coefficiente di trasferimento di materia convettivo;
- {\displaystyle d} è una lunghezza caratteristica del fenomeno considerato;
- {\displaystyle D} è la diffusività massica.

Utilizzando l'analisi dimensionale, il numero di Sherwood può anche essere ulteriormente definito come una funzione dei numeri di Reynolds e Schmidt:
{\displaystyle \mathrm {Sh} =f(\mathrm {Re} ,\mathrm {Sc} )}
Ad esempio, per una singola sfera può essere espressa come:
{\displaystyle \mathrm {Sh} =\mathrm {Sh} _{0}+C\,\mathrm {Re} ^{m}\,\mathrm {Sc} ^{\frac {1}{3}}}
dove {\displaystyle \mathrm {Sh} _{0}} è il numero di Sherwood dovuto solo alla convezione naturale e non alla convezione forzata.

## Applicazioni
Il numero di Sherwood può essere utilizzato per la risoluzione di problemi riguardanti la diffusione e la convezione di materia, tuttavia questo metodo risolutivo risulta di ottima approssimazione soltanto qualora sia soddisfatta l'ipotesi necessaria all'effettuazione di un'analisi a parametri concentrati (numero di Biot molto inferiore ad 1). Si procede esprimendo il numero di Sherwood come combinazione lineare del numero di Schmidt e del numero di Reynolds elevati ad opportuni esponenti; nel particolare i coefficienti e gli esponenti dei due fattori adimensionali {\displaystyle (\mathrm {Sc} ,\,\mathrm {Re} )} dipendono dalla geometria del sistema.
Una correlazione più specifica è l'equazione di Froessling:
{\displaystyle \mathrm {Sh} =2+0,552\,\mathrm {Re} ^{\frac {1}{2}}\,\mathrm {Sc} ^{\frac {1}{3}}}.
Questa forma è applicabile alla diffusione molecolare da una singola particella sferica. È particolarmente utile in situazioni in cui il numero di Reynolds e il numero di Schmidt sono prontamente disponibili. Poiché {\displaystyle \mathrm {Re} } e {\displaystyle \mathrm {Sc} } sono entrambi numeri adimensionali, anche il numero di Sherwood è adimensionale.
Queste correlazioni sono le analogie del trasferimento di massa alle correlazioni di trasferimento di calore del numero di Nusselt in termini di numero di Reynolds e numero di Prandtl. Per una correlazione per una data geometria (ad esempio sfere, piastre, cilindri, ecc.), una correlazione di trasferimento di calore (spesso più facilmente disponibile dalla letteratura e dal lavoro sperimentale, e più facile da determinare) per il numero di Nusselt {\displaystyle (\mathrm {Nu} )} in termini di numero di Reynolds {\displaystyle (\mathrm {Re} )} e il numero di Prandtl {\displaystyle (\mathrm {Pr} )} può essere utilizzata come correlazione di trasferimento di massa sostituendo il numero di Prandtl con l'analogo numero adimensionale per il trasferimento di massa (cioè il numero di Schmidt) e sostituendo il numero di Nusselt con l'analogo numero adimensionale per il trasferimento di massa (ossia il numero di Sherwood).
Ad esempio, una correlazione di trasferimento di calore per le sfere è data dalla correlazione di Ranz-Marshall:
{\displaystyle \mathrm {Nu} =2+0,6\,\mathrm {Re} ^{\frac {1}{2}}\,\mathrm {Pr} ^{\frac {1}{3}},\,\,\,0\leq \mathrm {Re} <200,\,\,\,0\leq \mathrm {Pr} <250}.
Questa correlazione può essere trasformata in una correlazione di trasferimento di massa utilizzando la procedura di cui sopra, che produce:
{\displaystyle \mathrm {Sh} =2+0,6\,\mathrm {Re} ^{\frac {1}{2}}\,\mathrm {Sc} ^{\frac {1}{3}},\,\,\,0\leq \mathrm {Re} <200,\,\,\,0\leq \mathrm {Sc} <250}.
Questo è un modo molto concreto di dimostrare le analogie tra diverse forme di fenomeni di trasporto.